# Madelynn
Le Madelynn est un dundee langoustier construit au Portugal au chantier naval Napoleao Da Silva sur un plan de l'architecte naval François Vivier.

Son immatriculation est AY 847740 (quartier maritime d’Auray). 
Le Madelynn a le label BIP (Bateau d'intérêt patrimonial) de la Fondation du patrimoine maritime et fluvial.

## Histoire
Ce navire de pêche a été conçu pour Michel Meunier dans le but de la réalisation d'un tour du monde. C'est une réplique d'un ancien langoustier de Camaret construite en bois.
Le Madelynn possède un gréement de dundee ou cotre à tapecul, avec un arrière en cul-de-poule. Sa voilure est en polyester d'environ 120 m2 comprenant grand-voile, voile de flèche, trinquette, foc  de route et foc ballon tapecul.  

Il a subi une restauration en 2006.
Il a participé à Brest 2008.

### Liens externes

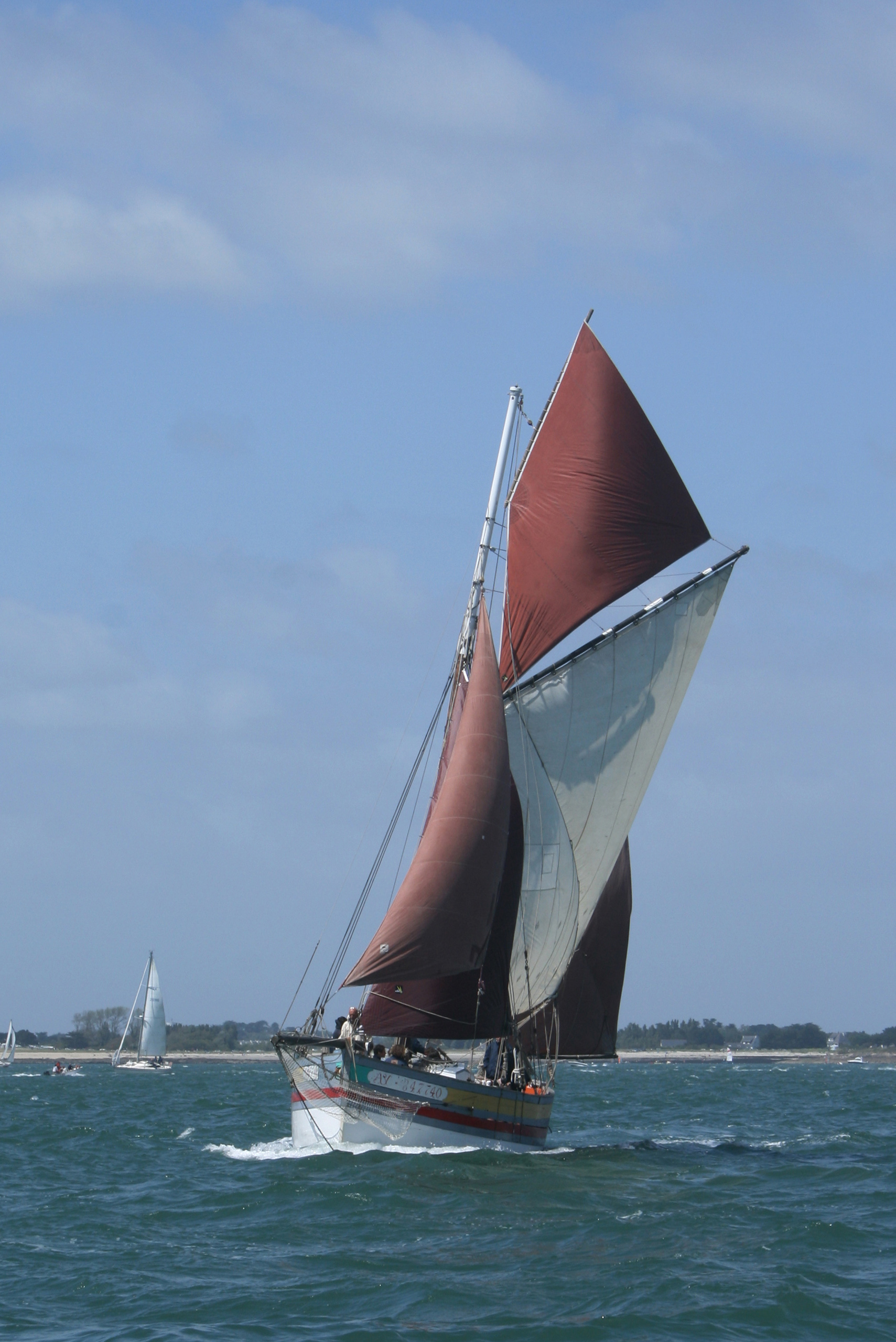
Madelynn, mai 2007